# NPDC1
NPDC1‏ (Neural proliferation, differentiation and control 1) هوَ بروتين يُشَفر بواسطة جين NPDC1 في الإنسان.